# Gerard de Rooy

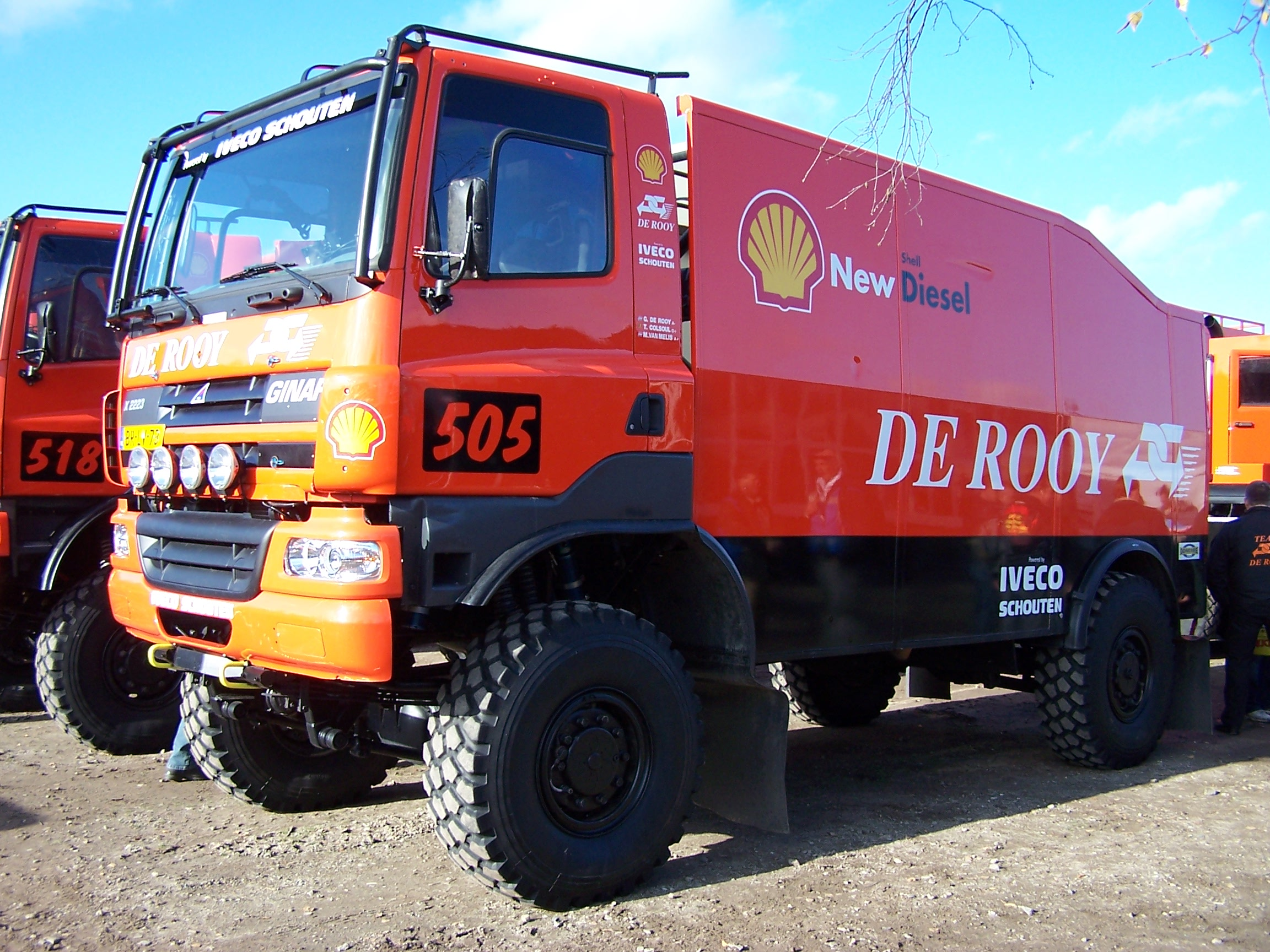
Ginaf X2223 4x4, Dakar 2009

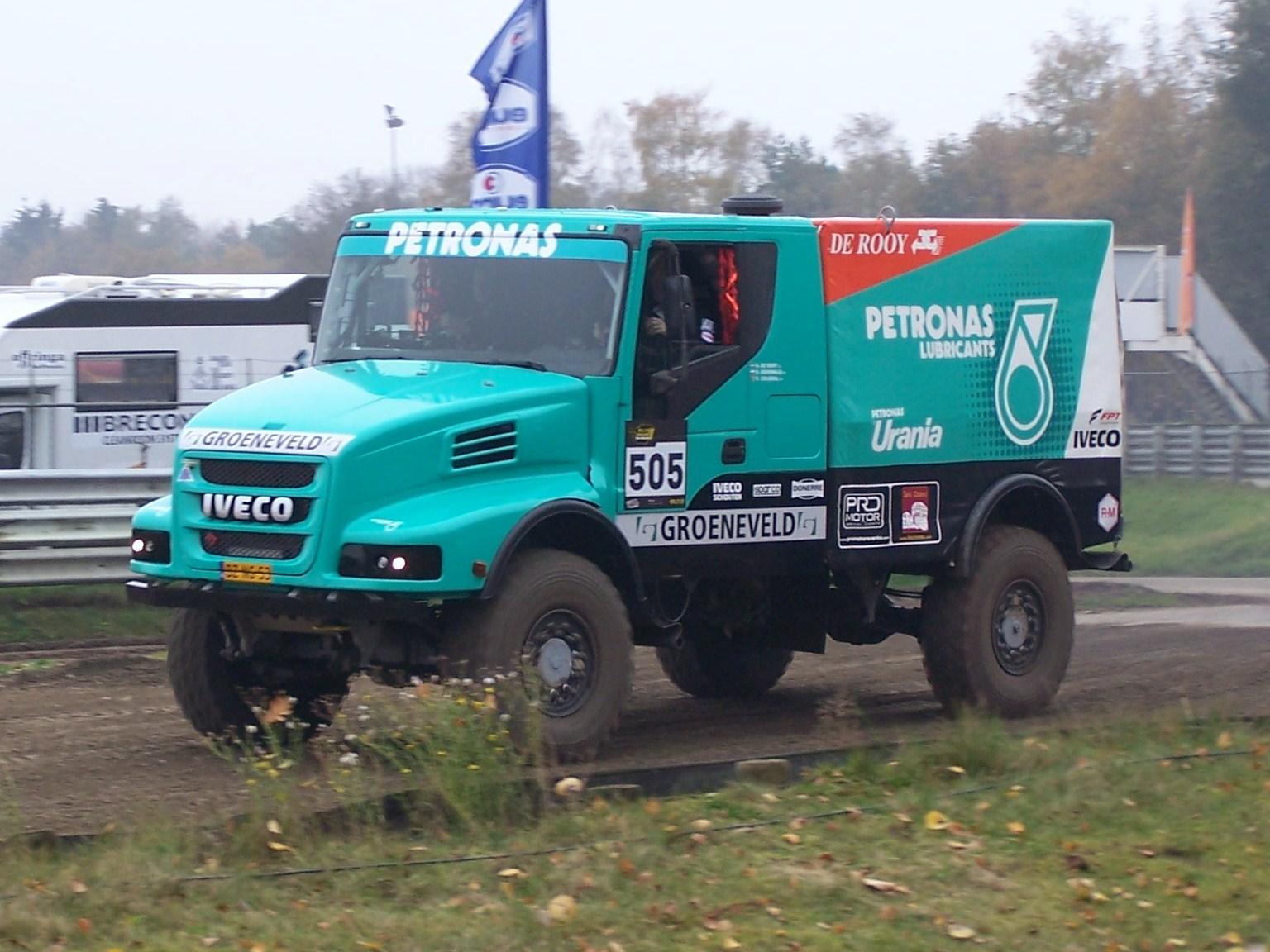
Petronas-Team De Rooy-Iveco 2011.

Gérard de Rooy (nacido el 21 de junio de 1980 en Eindhoven, Países Bajos) es un piloto de rally neerlandés, vencedor del Rally Dakar en la categoría de camiones en su versión 2012 y 2016 al volante de un camión Iveco. Es hijo de Jan de Rooy ganador del Rally Dakar 1987 en camiones.

## Trayectoria
Compitió por primera vez en el Rally Dakar en la edición de 2002 siendo navegante de su padre Jan de Rooy en un camión DAF CF 85, logrando una sexta posición final. En las ediciones que siguieron Gerard de Rooy compitió con su propio camión, un DAF CF 75. logrando un tercer lugar en el Dakar 2004 y un quinto lugar en el Dakar 2005 en los camiones.
Para la edición de 2006 fueron descalificados Jan y Gerard de Rooy, los camiones de DAF preparados no pasaron la inspección técnica.
En las siguientes tres temporadas conduciría un camión Ginaf donde su mejor participación fue una tercera colocación en la edición de 2009.
Tras no participar en la edición de 2010 por lesiones sufridas en su espalda, vuelve a la competición en 2011 en un camión Iveco donde abandonaría la prueba. En la edición de 2012 logró coronarse campeón tras liderar la clasificación general en trece de las catorce etapas, e interrumpió así el dominio de los camiones Kamaz que por tres ediciones consecutivas habían logrado la victoria.

## Resultados

### Rally Dakar
- Ha participado en 15 ediciones desde 2002.

| Edición                       | Categoría                   | Vehículo                    | Posición                    | Etapas                      |                             |
| Participaciones como piloto   | Participaciones como piloto | Participaciones como piloto | Participaciones como piloto | Participaciones como piloto | Participaciones como piloto |
| ----------------------------- | --------------------------- | --------------------------- | --------------------------- | --------------------------- | --------------------------- |
| 2003                          | Camiones                    | DAF FAV 85CF 4x4            | Ret.                        | 5                           |                             |
| 2004                          | Camiones                    | DAF FAV 85CF 4x4            | 3.º                         | 1                           |                             |
| 2005                          | Camiones                    | DAF FAV 85CF 4x4            | 5.°                         | 3                           |                             |
| 2006                          | Camiones                    | DAF FAV 85CF 4x4            | Ret.                        | -                           |                             |
| 2007                          | Camiones                    | Ginaf X2222 4x4             | Ret.                        | 1                           |                             |
| 2009                          | Camiones                    | Ginaf X2222 4x4             | 3.º                         | 3                           |                             |
| 2011                          | Camiones                    | Iveco Powerstar Torpedo 4x4 | Ret.                        | -                           |                             |
| 2012                          | Camiones                    | Iveco Powerstar Torpedo 4x4 | 1.º                         | 5                           |                             |
| 2013                          | Camiones                    | Iveco Powerstar Torpedo 4x4 | 4.°                         | 6                           |                             |
| 2014                          | Camiones                    | Iveco Powerstar Torpedo 4x4 | 2.º                         | 3                           |                             |
| 2015                          | Camiones                    | Iveco Powerstar Torpedo 4x4 | 9.°                         | -                           |                             |
| 2016                          | Camiones                    | Iveco Powerstar Torpedo 4x4 | 1.º                         | 3                           |                             |
| 2017                          | Camiones                    | Iveco Powerstar Torpedo 4x4 | 3.º                         | 2                           |                             |
| 2019                          | Camiones                    | Iveco Powerstar Torpedo 4x4 | 3.º                         | 2                           |                             |
| Participaciones como copiloto |                             |                             |                             |                             |                             |
| 2002                          | Camiones                    | DAF FAV 85CF 4x4            | 6.º                         | 1                           |                             |
| Fuente:                       |                             |                             |                             |                             |                             |

### Otras participaciones destacadas
- Rally Ruta de la Seda - Silk Way Rally (Rusia): 2009 (2º puesto)
- Rally Marruecos (Rally-raid): 2011 (2º puesto)